# Murakami (imperatore del Giappone)
Murakami (村上天皇, Murakami-tennō; 14 luglio 926 – 5 luglio 967) è stato il 62º imperatore del Giappone secondo il tradizionale ordine di successione.

## Biografia
Il suo regno ebbe inizio nel 946  terminando poi nel 967, data della sua morte. Il suo nome personale era Nariakira-shinnō (成明親王?, Nariakira-shinnō).
Dall'imperatrice Fujiwara no Anshi (藤原安子) (927-964), figlia di Fujiwara no Morosuke (藤原師輔) ebbe diversi figli, fra i quali:
- Shōshi (承子内親王) (948-951)
- Norihira (憲平親王) (950-1011) (in seguito imperatore Reizei)
- Tamehira (為平親王) (952-1010)
- Sukeko (輔子内親王) (953-992)
- Shishi (資子内親王) (955-1015)
- Morihira (守平親王) (959-991) (in seguito imperatore En'yū)